# Meridiano 113 W
O meridiano 113 W é um meridiano que, partindo do Polo Norte, atravessa o Oceano Ártico, América do Norte, Oceano Pacífico, Oceano Antártico, Antártida e chega ao Polo Sul. Forma um círculo máximo com o Meridiano 67 E.
Começando no Polo Norte, o meridiano 113º Oeste tem os seguintes cruzamentos:
| País, território ou mar | Notas                                                                          |
| ----------------------- | ------------------------------------------------------------------------------ |
| Oceano Ártico           |                                                                                |
| Canadá                  | Territórios do Noroeste - Ilha Borden                                          |
| Estreito de Wilkins     |                                                                                |
| Canadá                  | Territórios do Noroeste - Ilha Mackenzie King                                  |
| Corpo de água sem nome  |                                                                                |
| Canadá                  | Territórios do Noroeste - Ilha Melville                                        |
| Golfo de Liddon         |                                                                                |
| Canadá                  | Territórios do Noroeste - Ilha Melville                                        |
| Canal de Parry          | Viscount Melville Sound                                                        |
| Canadá                  | Territórios do Noroeste - Ilha Victoria                                        |
| Prince Albert Sound     |                                                                                |
| Canadá                  | Territórios do Noroeste - Ilha Linaluk e Ilha Victoria Nunavut - Ilha Victoria |
| Golfo Coronation        |                                                                                |
| Canadá                  | Nunavut - Ilhas Lawford                                                        |
| Golfo Coronation        |                                                                                |
| Canadá                  | Nunavut Territórios do Noroeste - passa no Grande Lago do Escravo Alberta      |
| Estados Unidos          | Montana Idaho Utah Arizona                                                     |
| México                  | Sonora                                                                         |
| Golfo da Califórnia     |                                                                                |
| México                  | Baja California Baja California Sur                                            |
| Oceano Pacífico         |                                                                                |
| Oceano Antártico        |                                                                                |
| Antártida               | Território não reivindicado                                                    |